# Liste der Stadtpräsidenten von Grenchen
Die Liste der Stadtpräsidenten von Grenchen listet chronologisch die Stadtpräsidenten der Schweizer Stadt Grenchen auf.
Der Stadtpräsident (früher Stadtammann) leitet die Gemeindeversammlung, den Gemeinderat und die Gemeinderatskommission. Früher war der Amtmann oder Ammann das Dorfoberhaupt, im 19. Jahrhundert kam die Bezeichnung Gemeindeammann auf. Josef Luterbacher war 1853 der letzte von der Regierung ernannte Ammann. In der Verfassung von 1856 wurde das Wahlrecht den Gemeinden übertragen. In der Gemeindeversammlung vom August 1856 wurde schliesslich der erst 27-jährige Euseb Vogt zum Ammann gewählt. Nachdem Grenchen 1925 die Zahl von 10'000 Einwohnern erreicht hatte, galt die Bezeichnung Stadtammann.
| Amtsdauer | Person               | Partei   |
| --------- | -------------------- | -------- |
| 1818–1830 | Euseb Gast           |          |
| 1830–1835 | Josef Girard         | Liberale |
| 1835–1836 | Franz Schilt         |          |
| 1836–1838 | Marx Schürer         |          |
| 1838–1839 | Urs Güggi            |          |
| 1840–1842 | Euseb Gast           |          |
| 1842–1853 | Franz Schilt         |          |
| 1853–1856 | Josef Luterbacher    |          |
| 1856–1859 | Euseb Vogt           |          |
| 1859–1866 | Franz Schilt         |          |
| 1866–1899 | Euseb Vogt           |          |
| 1899–1912 | Robert Luterbacher   | SP       |
| 1913–1919 | Hermann Guldimann    | SP       |
| 1919–1933 | Arthur Stämpfli      | SP       |
| 1933–1960 | Adolf Furrer         | SP       |
| 1960–1990 | Eduard Rothen        | SP       |
| 1991–2013 | Boris Banga          | SP       |
| 2014–     | François Scheidegger | FDP      |